# Steve Schets
Steve Schets (Ninove, 20 de abril de 1984) es un deportista belga que compitió en ciclismo en las modalidades de pista, especialista en la prueba de madison, y ruta.
Ganó una medalla de bronce en el Campeonato Mundial de Ciclismo en Pista de 2010, en la prueba de madison.

## Medallero internacional
| Campeonato Mundial | Campeonato Mundial   | Campeonato Mundial | Campeonato Mundial |
| Año                | Lugar                | Medalla            | Competición        |
| ------------------ | -------------------- | ------------------ | ------------------ |
| 2010               | Ballerup (Dinamarca) | Medalla de bronce  | Madison            |

## Palmarés
2005
- 1 etapa del Tour de Berlín

2006
- 1 etapa del Tour de Berlín

2011
- Handzame Classic